# Teișani
Teișani è un comune della Romania di 3 938 abitanti, ubicato nel distretto di Prahova, nella regione storica della Muntenia. 
Il comune è formato dall'unione di 5 villaggi: Bughea de Sus, Olteni, ștubeiu, Teișani, Valea Stâlpului.